# Yu Darvish
Yu Darvish, född den 16 augusti 1986 som Farid Yu Darvishsefat i Habikino, är en japansk professionell basebollspelare som spelar för San Diego Padres i Major League Baseball (MLB). Darvish är högerhänt pitcher.
Darvish har tidigare spelat för Hokkaido Nippon-Ham Fighters i Nippon Professional Baseball (NPB) (2005–2011) samt för Texas Rangers (2012–2017), Los Angeles Dodgers (2017) och Chicago Cubs (2018–2020) i MLB. Bland Darvishs meriter i MLB kan nämnas att han tagits ut till fem all star-matcher (2012–2014, 2017 och 2021) och ett All-MLB First Team (2020). Han hade flest strikeouts i American League 2013 och flest vinster i National League 2020.

## Karriär

### Major League Baseball

#### Texas Rangers
Inför 2012 års säsong köpte Texas Rangers Darvishs rättigheter från Hokkaido Nippon-Ham Fighters för 51,7 miljoner dollar, vilket var rekord. Rangers och Darvish kom strax därefter överens om ett sexårskontrakt värt omkring 60 miljoner dollar. Darvish inledde sin MLB-karriär på ett mycket bra sätt och togs ut till all star-matchen under de tre första säsongerna och kom tvåa i omröstningen till American Leagues Cy Young Award, priset till ligans bästa pitcher, 2013. Därefter missade han hela 2015 års säsong på grund av skada.
2017 års säsong, då Darvish för fjärde gången togs ut till all star-matchen, var hans sista på kontraktet med Rangers och hellre än att låta honom lämna som free agent trejdade Rangers honom till Los Angeles Dodgers i slutet av juli.

#### Los Angeles Dodgers
Dodgers hoppades att Darvish skulle hjälpa klubben att vinna World Series för första gången sedan 1988. Dodgers gick hela vägen till World Series mot Houston Astros, men där fallerade Darvish rejält och hade två katastrofala starter, en av dem i den sjunde och avgörande matchen som Dodgers förlorade. När det ett par år senare visade sig att Astros hade fuskat ansåg Darvish att de borde bli av med titeln.

#### Chicago Cubs
Inför 2018 års säsong skrev Darvish på ett sexårskontrakt värt 126 miljoner dollar med Chicago Cubs. Han gjorde bara åtta starter 2018 och 2019 spelade han inte så bra som Cubs hade hoppats. Han kom dock tillbaka starkt under den på grund av covid-19-pandemin förkortade säsongen 2020, då han för andra gången under karriären kom tvåa i omröstningen till Cy Young Award. Efter säsongen trejdade Cubs honom till San Diego Padres.

#### San Diego Padres
Den 21 juni 2021 nådde Darvish milstolpen 1 500 strikeouts. Han gjorde det på bara 197 matcher, vilket var snabbare än någon pitcher i MLB:s historia. Det tidigare rekordet innehades av Randy Johnson, som gjorde det på 206 matcher. Strax därefter togs han ut till sin femte all star-match i MLB, hans första sedan 2017.

### Internationellt
Darvish har representerat Japan vid olympiska sommarspelen 2008 i Peking, där Japan kom fyra, och vid World Baseball Classic 2009, där Japan tog guld.